# Episodi di Queer as Folk (terza stagione)
La terza stagione della serie televisiva Queer as Folk è stata trasmessa sul canale statunitense Showtime dal 2 marzo al 22 giugno 2003.
| nº | Titolo originale                       | Prima TV USA   |
| -- | -------------------------------------- | -------------- |
| 1  | Mad Dog Kinney                         | 2 marzo 2003   |
| 2  | House Full of Children                 | 9 marzo 2003   |
| 3  | Doctors of Dickology                   | 16 marzo 2003  |
| 4  | Brat-Sitting                           | 30 marzo 2003  |
| 5  | There's Nothing Noble About Being Poor | 6 aprile 2003  |
| 6  | One Ring to Rule Them All              | 13 aprile 2003 |
| 7  | Stop Hurting Us                        | 20 aprile 2003 |
| 8  | Hunt(er) for Love                      | 27 aprile 2003 |
| 9  | Big Fucking Mouth                      | 4 maggio 2003  |
| 10 | Uncle Ben                              | 18 maggio 2003 |
| 11 | Poster May Lead to the Truth           | 25 maggio 2003 |
| 12 | Drugs, Sex and Lies                    | 8 giugno 2003  |
| 13 | Tweaked-Out, Fucked-Out Crystal Queen  | 15 giugno 2003 |
| 14 | The Election                           | 22 giugno 2003 |

## Mad Dog Kinney
- Diretto da: Jeremy Podeswa
- Scritto da: Ron Cowen e Daniel Lipman

### Trama
Dopo la notte del Babylon dedicata a Furore, il principale argomento di conversazione è la rottura tra Brian e Justin: i ragazzi appoggiano Justin perché Brian non gli ha mai dimostrato il suo amore.
L'unico a prendere le difese di Brian è Michael, il quale intima a Justin di uscire dalle loro vite perché non ha più niente a che fare con loro: Debbie rimane male quando il ragazzo abbandona il lavoro alla tavola calda senza nemmeno salutarla, ma si arrabbia con suo figlio quando scopre che è stato lui ad ordinare a Justin di andarsene.
Justin si trasferisce a vivere da Ethan e passa nel loft di Brian per ritirare le sue cose: mentre riempie il borsone rivede tutti i momenti della sua storia con Brian, ma questo non gli fa cambiare idea.
Brian deve scontrarsi con la dura realtà di aver perso completamente il suo sex appeal, essendo diventato oggetto di derisione presso la comunità gay: tutti lo accusano di pagare il giusto prezzo per il suo spregevole comportamento.
Il primo numero di Furore ha avuto un grande successo, ma Michael spiega ai lettori entusiasti che non ci sarà un seguito.
Ben ha perso il suo appartamento, avendo disdetto il suo viaggio in Tibet all'ultimo momento, e sta pensando di stabilirsi nel campus dell'università: Michael gli propone di vivere insieme nel suo appartamento, anche se staranno un po' stretti vista la presenza di Emmett.
Mentre stanno mettendo i vestiti nell'armadio, arriva Brian che non ha nessuno con cui andare al Babylon: Ben consiglia a Michael di accompagnarlo perché il suo migliore amico si sente solo e i due ballano insieme proprio come ai vecchi tempi.
Ted ed Emmett fanno credere agli amici di aver avuto il loro primo rapporto sessuale, mentre in realtà non sono riusciti a sbloccarsi perché continuano a vedersi come degli amici: i due si intimoriscono ancora di più quando Vic racconta loro che lui da giovane ha avuto una storia finita molto male con il suo migliore amico Carlos.
Lindsay e Melanie festeggiano l'ottavo anniversario del primo incontro e dicono a Justin che può venire tranquillamente al party con Ethan, in quanto Brian sicuramente non si presenterà, fatto che invece avviene perché da Woody ha incontrato una coppia di gay che gli ha chiesto consiglio circa un servizio da tavola.
Debbie perdona Justin per essersene andato senza dire nulla e lo invita a non ascoltare Michael, in quanto lui fa ancora parte della famiglia: la donna sembra inoltre apprezzare Ethan, dicendogli che è un bel ragazzo.
Quando vede Justin in compagnia di Ethan, Michael manifesta a Brian tutto il suo rancore nei confronti del ragazzo: Brian risponde dicendo di non avere nulla contro di lui perché era libero di andarsene quando voleva.
Michael prosegue nella sua invettiva contro Justin e Brian gli sferra un pugno in pieno volto, facendolo crollare a terra e andandosene tra la riprovazione generale.
Ted ed Emmett si confidano le paure reciproche circa la possibilità che a loro succeda come Vic e Carlos, quindi si promettono che se non dovesse funzionare rimarranno amici: i due poi finalmente copulano.
Brian va a scusarsi con Michael e gli chiede di fare pace con Justin perché vuole che la saga di Furore continui: tornato nel suo loft, Brian accoglie un ragazzo decisamente somigliante a Justin che ha pagato per copulare.
- Guest star: Fabrizio Filippo (Ethan Gold), Jack Wetherall (Vic Grassi)

## House Full of Children
- Diretto da: Bruce McDonald
- Scritto da: Ron Cowen, Daniel Lipman e Michael MacLennan

### Trama
Lindsay e Melanie incontrano al parco Dusty, una loro amica lesbica in attesa del terzo figlio: a Melanie viene voglia di avere un altro bambino, ma Lindsay è contraria perché sta aspettando che Gus vada all'asilo per riprendere a lavorare.
Lindsay viene a sapere da Dustie che Melanie va dicendo in giro che avranno un secondo figlio: Lindsay propone alla compagna di essere lei stavolta a portare un bambino in grembo, nonostante i suoi problemi d'infertilità che possono essere risolti con le tecniche della medicina moderna.
Melanie sente di non avere un carattere abbastanza forte come quello di Lindsay per poter sopportare una gravidanza, ma Debbie la induce a riflettere su come il parto sia un'esperienza meravigliosa nella quale il dolore che si prova passa in secondo piano.
Emmett sta urinando nei bagni del Babylon quando gli si avvicina Dijon, un uomo muscoloso con il quale si era accordato per avere un rapporto sessuale.
Emmett chiede consiglio a Brian perché non se la sente di tradire Ted, ma l'amico gli fa notare che se Ted non lo sa la faccenda può risolversi tranquillamente da sé: inoltre, parole di Brian, un patto va sempre rispettato.
Emmett va a casa di Dijon con l'intenzione di dire di no, ma si fa tentare dall'arredamento elegante e dalle moine dell'uomo e finisce per cedere.
Emmett e Ted incontrano Dijon in palestra e, da come quest'ultimo tocca Emmett e gli parla, Ted capisce che hanno avuto un rapporto: Ted vuole chiudere la storia, ma davanti a un Emmett sinceramente pentito decide di perdonarlo perché è stato single per molti anni ed è normale che abbia ceduto alla prima tentazione.
Justin sta meditando di abbandonare l'Accademia perché, essendosi lasciato con Brian, non riesce più a pagarsi gli studi: sua madre si offre nuovamente di aiutarlo, ma il ragazzo stavolta intende andare fino in fondo e parlare con suo padre.
Justin racconta a suo padre tutti i cambiamenti che sono avvenuti nella sua vita, sottolineando come non possa chiedere una borsa di studio perché la sua famiglia non ha alcun problema economico: Craig non ha tuttavia cambiato le proprie convinzioni, anche perché suo figlio dice di non voler rinnegare la propria omosessualità.
In seguito Justin scopre che la rata dell'Accademia è stata pagata, ma capisce che non è stato suo padre, bensì è opera di Brian: Justin passa nel suo loft per ringraziarlo e in cambio gli viene restituito il computer per disegnare.
Ben inizia a mal sopportare la continua intromissione di Brian nei suoi piani romantici con Michael, il che lo porta a decidere di trovarsi un appartamento separato da quello del compagno.
Una sera Michael ha appuntamento con Ben a casa di sua madre, quando fuori dal negozio viene "sequestrato" dallo stesso Brian che lo porta ad una festa esclusiva: Michael rimane in disparte, palesando chiaramente la propria insofferenza verso lo stile di vita troppo "giovanilistico" di Brian.
- Guest star: Fabrizio Filippo (Ethan Gold), Jack Wetherall (Vic Grassi), Sherry Miller (Jennifer Taylor), Makyla Smith (Daphne Chanders)
- Altri interpreti: Howard Dell (Dijon), Rae Ellen Bodie (Dusty), John Furey (Craig Taylor)

## Doctors of Dickology
- Diretto da: Laurie Lynd
- Scritto da: Ron Cowen, Daniel Lipman e Efrem Seeger

### Trama
Lindsay chiede a Brian di organizzare il Carnevale per il Centro Gay-Lesbiche, promettendo al comitato direttivo che gli introiti saranno elevati.
Melanie si è sottoposta ad un piccolo intervento chirurgico ed ora è in grado di avere figli: Lindsay vorrebbe che anche lei si facesse inseminare da Brian, in modo che Gus e il nascituro abbiano lo stesso padre, ma Brian si rifiuta perché lui e Melanie non sono mai andati veramente d'accordo.
Brian commissiona a Justin la realizzazione del poster per il Carnevale, offrendogli una lauta paga: Ethan non vede di buon occhio questa cosa perché teme che Justin possa essere ancora attratto da Brian.
Una volta ultimato il lavoro, Brian invita Justin ed Ethan alla festa: proprio quella sera i due avevano già un impegno, in quanto Ethan vuole presentare Justin ai suoi amici.
Carl fa inequivocabilmente capire a Debbie che vorrebbe passare al livello successivo della loro relazione, andando a letto insieme, ma la donna ha paura di non riuscire a soddisfarlo perché è decisamente fuori allenamento.
Ted ed Emmett le tengono un corso accelerato sul sesso orale, con il risultato che Carl è molto contento del rapporto e si complimenta con lei per essersi comportata come una vera professionista: Debbie però si offende, leggendo tra le righe che Carl sta pensando di lei che sia una sgualdrina.
Ted ed Emmett si recano in centrale per spiegare tutto a Carl, il quale decide di seguire le loro lezioni per poter essere bravo come Debbie e non farla più sentire in imbarazzo.
Ben apprende da un amico che Paul, il suo ex fidanzato che lo ha infettato, è morto: l'uomo resta molto scosso, riflettendo su come il suo stile di vita sano possa non bastare per sopravvivere alla malattia.
Michael cerca di consolare il compagno, ma allo stesso tempo inizia a riavvicinarsi a Brian: i due trascorrono una serata allegra nel loft, ridendo sul passato e sui problemi del presente.
Il Carnevale è un successo, ma i direttori del Centro non sono affatto contenti perché Brian ha dato un taglio eccessivamente prosaico all'evento, il che rischia di trasmettere un'immagine fuorviante della comunità omosessuale.
Melanie, nonostante Lindsay le faccia notare il grande guadagno che il Centro ha ricavato dalla serata, è ancora più decisa ad avere un figlio da un altro uomo.
Justin, che si è annoiato a stare con gli amici di Ethan, passa al Centro per vedere come è uscita la festa.
Brian trova un uomo appoggiato sulla sua macchina e, dopo aver saputo che gli piace molto, lo invita salire a bordo con lui per provarla.
- Guest star: Fabrizio Filippo (Ethan Gold)
- Altri interpreti: Peter MacNeill (detective Carl Horvath)

## Brat-Sitting
- Diretto da: Kari Skogland
- Scritto da: Ron Cowen, Daniel Lipman e Del Shores

### Trama
Lindsay e Melanie stilano una lista dei loro amici per scegliere chi sarà il padre del nuovo figlio: escludono Justin che è troppo giovane, Ben perché è sieropositivo, Ted ed Emmett che sono bamboccioni.
Non rimane a questo punto che Michael: considerando il suo splendido carattere, oltre alla sua bravura con i bambini, gli chiedono di essere il padre e lui accetta con entusiasmo.
Onde evitare che si ripeti la stessa situazione a suo tempo verificatasi con Brian, Lindsay e Melanie chiedono a Michael di firmare un contratto secondo il quale rinuncia ad ogni diritto sulla paternità del bambino: Michael, che non vuole far vivere al nascituro quello che ha dovuto passare lui nel non avere un padre, rifiuta.
Lindsay chiede a Melanie di riconsiderare la faccenda, anche perché Michael non darebbe loro problemi in quanto è l'esatto opposto di Brian: Melanie strappa il contratto davanti agli occhi di Michael.
Da qualche tempo Ben va in palestra più del suo solito: Michael pensa che voglia mantenersi in forma, ma quello che non sa è che il compagno si fa delle iniezioni di nascosto.
Brian deve badare a suo nipote John, il quale dimostra un profondo astio nei confronti degli omosessuali, con ogni probabilità trasmessogli dalla madre e dalla nonna.
Quando sorprende John rovistare tra la sua roba e rubargli i soldi dal portafoglio, Brian gli mette la testa nel water e tira lo sciacquone.
Rientrato a casa, Brian trova sulla porta del loft un agente di polizia che lo porta in centrale perché John lo ha denunciato per molestie sessuali: Brian teme di essersi messo nei guai, in quanto gli eterosessuali hanno una visione distorta dei gay e quindi tenderanno senza dubbio a credere al ragazzino.
Justin è a casa di Debbie, dove sta ritirando alcune cose che lei e Vic gli hanno regalato per l'appartamento di Ethan, quando arriva Carl che li informa dell'incriminazione contro Brian: tutti loro sono convinti della sua innocenza, dato che avrà molti difetti ma senz'altro non è un molestatore.
Justin va alla sala giochi a parlare con John, scoprendo che indossa un braccialetto che Brian aveva acquistato anni prima durante una vacanza in Messico: Carl interroga John e il ragazzino, messo alle strette, è costretto a confessare il furto ai danni dello zio, il che automaticamente fa decadere ogni accusa nei suoi confronti.
Ted propone ad Emmett di trasferirsi nel suo appartamento, in modo tale che non debba fare continuamente avanti e indietro tra le loro case.
La convivenza fa venire fuori la completa diversità dei loro caratteri: un maniaco dell'ordine come Ted non può sopportare il caos portato da Emmett, così quest'ultimo se ne torna a stare da Michael.
Ted, desideroso di riprendere la relazione con Emmett, trova sul giornale una nuova idea: acquistare casa insieme.
- Guest star: Jack Wetherall (Vic Grassi)
- Altri interpreti: Peter MacNeill (detective Carl Horvath), Carlo Rota (Gardner Vance), Stephanie Moore (Cynthia)

## There's Nothing Noble About Being Poor
- Diretto da: Kelly Makin
- Scritto da: Ron Cowen, Daniel Lipman e Shawn Postoff

### Trama
Michael è in clinica per donare lo sperma, ma non riesce a eiaculare perché non ci sono riviste porno gay e sente la pressione del momento.
A casa si fa toccare da Ben per poter consegnare lo sperma a Lindsay e Melanie, le quali possono così dare il via alla fecondazione.
Michael esprime a Ben tutto il suo disagio circa la loro situazione, avvertendo da parte sua un'irascibilità che non è da lui.
Michael sorprende Ben in camera da letto mentre è intento a iniettarsi una siringa.
Ethan suona alle finali del premio Halifax, ma non è lui a vincere: ciò nonostante, un agente di giovani artisti è rimasto impressionato dalla sua performance e gli offre un contratto, ma la clausola è che non riconosca Justin perché una relazione omosessuale nuocerebbe alla sua carriera.
Ethan ha intenzione di rinunciare perché non vuole fare a meno di Justin, ma una sera incontra Brian che gli fa notare come stia buttando all'aria un'opportunità così importante e che, a suonare per strada, sta sprecando il suo talento.
Ethan accusa Brian di parlare così perché poi avrà la strada spianata verso Justin, ma Brian gli dice di non essere affatto interessato a lui.
Dopo aver riflettuto bene, Ethan decide di firmare il contratto: Justin però non la prende benissimo, in quanto il fidanzato gli propone di vivere la loro storia d'amore di nascosto.
Justin va alla darkroom del Babylon per inveire contro Brian, ma quest'ultimo gli dice di non aspettarsi che Ethan rinunci alla sua carriera per lui.
A Pittsburgh si terranno presto le elezioni comunali: Debbie e Vic sono alla ricerca di firme per sostenere il consigliere Dickins, in quanto il suo sfidante sarà il capo della polizia Jim Stockwell, un omofobo che vuole ripulire la città dai gay.
Debbie discute con Brian perché dice di non essere attratto dalla politica, essendo un affare da opportunisti: i repubblicani sono manifestamente anti-gay, mentre i democratici fingono di interessarsi a loro.
Gardner invita Brian ad un cocktail party organizzato da Stockwell, in quanto è un pezzo grosso che molti vorrebbero avere l'onore di conoscere.
Brian propone a Stockwell di ingaggiarlo come pubblicitario per la sua campagna elettorale, lasciandogli il suo biglietto da visita: Stockwell accetta e ha intenzione di sfruttare un articolo di giornale che parla di cinque giovani finiti in ospedale per overdose al Babylon, in modo da dimostrare che la città va ripulita dai gay.
Jennifer si offre di aiutare Ted ed Emmett a trovare casa: i due hanno però idee divergenti, anche se Emmett si dice disposto ad accettare l'opzione proposta da Ted.
In realtà, avviene il contrario: è Ted che accetta la casa, poco funzionale ma romantica, che Emmett voleva così tanto.
- Guest star: Fabrizio Filippo (Ethan Gold), Jack Wetherall (Vic Grassi), Sherry Miller (Jennifer Taylor), David Gianopoulos (Jim Stockwell)
- Altri interpreti: Stephanie Moore (Cynthia), Carlo Rota (Gardner Vance)

## One Ring to Rule Them All
- Diretto da: Bruce McDonald
- Scritto da: Ron Cowen, Daniel Lipman e Brad Fraser

### Trama
Dopo aver visto nuovamente Ben iniettarsi della droga in bagno, Michael decide che è venuto il momento di parlare con chiarezza al compagno: Ben si giustifica dicendo che sono steroidi, necessari affinché la sua muscolatura si rinforzi e il suo corpo possa così resistere meglio all'AIDS.
Michael accetta perché capisce che lo sta facendo per il suo bene, ma tutti lo mettono in guardia dai possibili effetti collaterali che gli steroidi possono avere su di lui.
Brian scorge Ben acquistare di nascosto una nuova dose negli spogliatoi della palestra e lo accusa di drogarsi: Ben, in un momento di rabbia, lo scaraventa sugli armadietti, provocandogli un'escoriazione alla schiena.
La sera Michael passa a prendere Brian per andare al Babylon e, vedendo la ferita, gli viene raccontata la verità: Michael vuole che Ben interrompa seduta stante la terapia, ma il compagno gli dice che sta facendo tutto questo per lui e che parla in questo modo solo perché non è malato, aggiungendo anche che preferirebbe stare con un sieropositivo perché ha paura di contagiarlo.
Ted ed Emmett stanno arredando casa: Lindsay e Melanie consigliano loro uno stile sobrio perché adesso vivono in un quartiere elegante, ma Ted ha deciso di accontentare i gusti eccentrici di Emmett.
I due vengono invitati dalla loro vicina di casa a un cocktail party di benvenuto nel quartiere: le persone presenti, tutte coppie etero sposate, appaiono esageratamente gentili nei loro confronti, il che suona come una cortesia forzata.
La serata sta procedendo bene, quando all'improvviso si presentano due agenti di polizia che arrestano Ted con l'accusa di istigazione alla delinquenza minorile, in quanto è risultato da un'ispezione che uno dei dipendenti del suo sito web è minorenne.
Brian trova noioso lo spot elettorale di Stockwell e gli propone un completo restyling della sua immagine, poiché deve puntare ai voti di nuove fette di elettorato smorzando la sua immagine rigida di tutore della legge.
Brian coordina le riprese di un nuovo spot, girato nella palestra di una scuola, dove Stockwell prende parte alla partitella di basket del figlio per lanciare il messaggio che i giovani dovrebbero poter tornare a giocare nei parchi, finiti ormai preda di sessuomani e drogati.
I risultati danno ragione a Brian: Stockwell grazie a questo spot ha guadagnato ben otto punti sul rivale Dickins, nonostante i suoi collaboratori fossero scettici all'idea di Brian.
Ethan viene ingaggiato per sostituire un violinista a Harrisburg e dovrà assentarsi da casa per una notte: Justin decide di accettare la cosa, anche perché Ethan gli ha appena regalato un anello simbolo del loro amore.
Justin e Daphne entrano nell'appartamento di Ethan e lo trovano in compagnia di una giornalista che lo sta intervistando in vista del concerto: Ethan presenta lui come suo cugino e Daphne come la fidanzata di Justin.
Justin resta indifferente all'accaduto, ma si arrabbia con Daphne quando lei gli fa notare che Brian non lo avrebbe mai costretto a fingersi qualcuno che non è.
Justin decide di fare una sorpresa a Ethan e si presenta con Daphne ad Harrisburg, ma qui lo vede allontanarsi con un suo giovane ammiratore: Justin stavolta rimane deluso e, tornato a casa, si consola con una pinta di birra da Woody.
- Guest star: Fabrizio Filippo (Ethan Gold), Jack Wetherall (Vic Grassi), Sherry Miller (Jennifer Taylor), Makyla Smith (Daphne Chanders), David Gianopoulos (Jim Stockwell)
- Altri interpreti: Carlo Rota (Gardner Vance)

## Stop Hurting Us
- Diretto da: Kevin Inch
- Scritto da: Ron Cowen, Daniel Lipman e Michael MacLennan

### Trama
Debbie sorprende uno sconosciuto nella doccia: si tratta di Rodney, il nuovo fidanzato di Vic, anche lui sieropositivo.
Vic vuole presentarlo ufficialmente alla famiglia in una cena, ma Ben non può venire perché deve andare in palestra e il giorno dopo c'è il funerale di Paul.
Michael rimane colpito dal legame tra lo zio e Rodney, capendo che l'unico modo per recuperare il suo rapporto con Ben è ammalarsi anche lui: quella sera, al rientro di Ben, lo minaccia di bucarsi con una delle sue siringhe infette.
Ben riesce a fermarlo e gli promette che non assumerà più gli steroidi, dicendogli anche di venire al funerale di Paul per conoscere meglio questa realtà.
La situazione di Ted è parecchio complicata: il procuratore ha ottenuto una cauzione di $100.000 e il giudice è convinto di condannarlo ad una pena esemplare.
Dietro a tutto questo c'è Stockwell, il quale ha intenzione di cavalcare l'onda mediatica sollevata da questo caso per avviare la sua opera di "pulizia" della città.
Melanie, che assiste Ted nella causa, è molto pessimista e ammette che l'unica possibilità di salvezza per lui sarebbe quella di convincere Brian a cercare di far cambiare idea a Stockwell.
Brian si dimostra insensibile davanti alle richieste disperate di Ted, in quanto gli risponde che "gli affari sono affari".
Emmett, all'insaputa di Ted, si presenta nell'ufficio di Brian per ricordargli che, nel profondo, lui è generoso e leale nei confronti dei suoi amici, anche se non lo ammetterà mai.
La persuasione di Emmett ha successo: Brian, dopo una partita di squash, suggerisce a Stockwell di abbandonare il caso Schmidt perché non vale la pena di prendersela con un pesce piccolo.
Melanie comunica a Ted che il procuratore gli proporrà un patteggiamento che consisterà in una multa molto salata, ma soprattutto dovrà chiudere immediatamente il suo sito web e restituire la casa che è stata acquistata con i proventi dell'attività.
A malincuore Ted è costretto a ritirare le sue cose dallo studio: Emmett, mentre stanno ricordando i bei momenti che hanno vissuto lì dentro, gli racconta che nel suo paese d'origine, flagellato dagli uragani, è normale perdere tutto quello che si ha e ricominciare, ed è esattamente questo che lui ora dovrà fare.
Justin dice a Ethan di essere andato ad Harrisburg e di averlo visto allontanarsi con quel ragazzo: Ethan gli risponde che si trattava semplicemente di uno studente di musica, interessato solo a consigli di tipo squisitamente professionale, e che gli ammiratori saranno una presenza costante nella loro vita.
Justin, rassicurato da questa spiegazione, organizza una cenetta romantica a due per festeggiare il suo ritorno: nel bel mezzo del pasto si presenta il ragazzo di Harrisburg, con un mazzo di rose rosse.
Justin capisce che lui ed Ethan non avevano solo parlato, ma c'è stato altro: Ethan confessa di essere andato a letto con lui perché si sentiva solo e Justin, dopo aver tolto l'anello dal dito, se ne va via.
Brian e Justin si incontrano nella darkroom del Babylon, mentre entrambi sono intenti a copulare con due uomini diversi.
Melanie può finalmente dare a Lindsay la tanto attesa buona notizia: è incinta.
- Guest star: Fabrizio Filippo (Ethan Gold), Jack Wetherall (Vic Grassi), Makyla Smith (Daphne Chanders), David Gianopoulos (Jim Stockwell)
- Altri interpreti: Gary Brennan (Rodney), Jason Jones (Dominic Scolotto), Jane Moffatt (Nancy Henderson), Stephanie Moore (Cynthia)

## Hunt(er) for Love
- Diretto da: Bruce McDonald
- Scritto da: Ron Cowen, Daniel Lipman ed Efrem Seeger

### Trama
La strada in cui vivono Michael e Ben è infestata da ragazzi che si prostituiscono, il che rende impossibile dormire la notte: Ben esce per mandarli via e rimane colpito dalla giovane età di uno di loro.
La mattina dopo, Michael e Ben trovano sull'uscio di casa lo stesso ragazzo addormentato: dopo avergli dato da mangiare, scoprono che il giovane ha avuto gravi problemi familiari, in quanto la madre è in galera per l'omicidio di suo padre.
Quando vedono che il ragazzo viene picchiato dai suoi ex compagni, Ben lo porta a casa e pensa di adottarlo: Michael è però contrario e a Ben non resta altro da fare che dargli dei soldi, lasciandogli anche il suo numero di telefono se per caso avesse bisogno di qualcosa.
Lindsay torna al lavoro per la prima volta da quando è nato Gus: al suo primo giorno riesce a convincere un cliente difficile ad acquistare un quadro, così il suo capo le chiede di affiancare Florinda Zeckendorff nell'organizzazione di un party dedicato alla pittura impressionista.
Lindsay ha una discussione con la Zeckendorff circa l'allestimento e decide di licenziarla, chiedendo a Emmett di prendere il suo posto: la festa risulta molto buona, tanto che il capo di Lindsay intravede per lui una possibile carriera nell'organizzazione di eventi.
Ted è caduto in uno stato di depressione da quando ha dovuto abbandonare il lavoro al sito web, ma proprio il giorno in cui decide di uscire e andare in palestra, ha il colpo della strega: l'uomo comincia ad assumere cocktail di alcool e farmaci.
Justin si è trasferito da Daphne, ma è molto triste perché sente di aver commesso un errore a lasciare Brian per mettersi con Ethan.
Desideroso di riprendere la relazione con l'uomo, Justin si fa assumere come tirocinante nella sua azienda: Brian mette subito le cose in chiaro, avvertendolo che sul luogo di lavoro lui è il signor Kinney e che il loro passato deve essere dimenticato.
Durante la presentazione della pubblicità per una cliente, Justin si permette di suggerirle una miglioria al progetto: Brian lo licenzia perché ha messo in cattiva luce l'azienda e il lavoro del reparto grafico.
Justin torna nell'ufficio di Brian per chiedergli di tornare insieme, sia a livello professionale che di coppia, ammettendo di aver sbagliato a non capire cosa voleva da lui: Brian lo riaccetta e i due tornano insieme.
- Guest star: Makyla Smith (Daphne Chanders), Harris Allan (James "Hunter" Montgomery)
- Altri interpreti: Stephanie Moore (Cynthia), Carlo Rota (Gardner Vance)

## Big Fucking Mouth
- Diretto da: Kelly Makin
- Scritto da: Ron Cowen, Daniel Lipman e Del Shores

### Trama
Debbie è la conduttrice di una serata di beneficenza da Woody, dove uomini gay si esibiscono in piccoli spogliarelli: quando uno di loro espone il pene per pochi secondi, intervengono dei poliziotti in borghese che mandano via tutti i presenti per atti osceni in luogo pubblico.
Debbie organizza una manifestazione di protesta della comunità gay: la donna viene intervistata e, rivolgendosi alle telecamere, dà a Stockwell dell'omofobo.
Quest'episodio porta a una separazione tra Debbie e Carl, poiché il detective è diventato a causa sua oggetto di scherno tra i colleghi.
I proprietari di Woody pagano la multa e il locale può riaprire: Michael chiede a Brian da che parte sta, se con i gay o con Stockwell, e lui sceglie gli affari.
Stockwell ha deciso di licenziare Brian, in quanto ha saputo che si trovava da Woody la notte del sequestro e questo vuol dire che gli ha mentito sin dall'inizio non dicendogli che è gay.
Brian gli fa notare che l'accusa di essere un omofobo gli è costata molti punti: questo induce Stockwell a riassumerlo e a dire pubblicamente che lui non è omofobo, in quanto il suo principale collaboratore è omosessuale.
Brian e Justin riprendono le loro abitudini, anche se Brian dice alla sua nuova conquista che con Justin copula più frequentemente.
Michael e Justin sono in disaccordo sul taglio da dare al nuovo numero di Furore: Justin, preso dal suo nuovo inizio con Brian, vuole essere molto esplicito nei dettagli sessuali, mentre Michael desidera mantenere un minimo di sobrietà.
Per combattere la depressione, Ted va alla ricerca di un nuovo lavoro ed è disposto ad accettare qualunque occupazione: Michael lo presenta al Big Q, dove Tracy è diventata caporeparto, perché è disponibile un posto di commesso in libreria.
Ted è convinto di essere preso, essendo fin troppo qualificato, ma Michael deve comunicargli con dispiacere che non è stato scelto: Ted sa benissimo che è tutta colpa della faccenda del sito web.
Emmett organizza una festa e propone a Ted di fare il barman: mentre sta prestando servizio, Ted incontra Garth Racine, il quale lo tratta con sufficienza perché adesso è diventato un signor nessuno.
Emmett invita gli amici a casa sua per assaggiare alcuni piatti tipici del sud: Ted, mandato da lui a prendere il vino, si presenta in abbondante ritardo e, di fronte alla sua insistenza perché mangi qualcosa, lo spintona violentemente.
Emmett riesce a sopportare l'accaduto e, con malcelata tristezza, lo accompagna in camera sua tra l'imbarazzo generale.
Melanie ha promesso a Lindsay di rallentare il ritmo del proprio lavoro, in modo tale da potersi dedicare maggiormente a sé stessa e a Gus, affidando molti dei casi ancora aperti ai suoi collaboratori.
Il suo capo la informa che il caso "Arlen contro Arlen", sul quale lei ha lavorato per anni, è finalmente riuscito ad andare in tribunale: Melanie chiede a Lindsay di dimenticare il loro patto perché tiene molto a quel caso, soprattutto per il fatto che riguarda direttamente loro, trattandosi della difesa di una madre lesbica che vuole sottrarre i figli al padre disoccupato e alcolizzato.
Questo non evita l'arrabbiatura di Lindsay, la quale accusa la compagna di non voler fare quei sacrifici ai quali lei è stata costretta con Gus.
- Guest star: Jack Wetherall (Vic Grassi), David Gianopoulos (Jim Stockwell)
- Altri interpreti: Peter MacNeill (detective Carl Horvath), Dan Lett (Garth Racine)

## Uncle Ben
- Diretto da: Kevin Inch
- Scritto da: Ron Cowen, Daniel Lipman e Shawn Postoff

### Trama
Ben riceve una telefonata dall'ospedale: Hunter, il ragazzo che si prostituiva sotto casa sua, è stato ricoverato per un'infezione ai reni e ha detto che lui è lo zio.
Ben accetta di mentire, in quanto non vuole segnalare Hunter ai servizi sociali, ma quando Michael viene a sapere che deve pagare $2.000 per le cure mediche del ragazzo, gli chiede di dire la verità: Ben suggerisce ad Hunter di cogliere questa come un'occasione di cambiamento.
Ben sta per raccontare la verità a un'infermiera, ma la donna lo precede dicendogli che Hunter è sieropositivo e che lui, essendo lo zio, è la persona più indicata per dirglielo.
Ben e Michael vanno in ospedale, pronti a dargli la triste notizia, quando apprendono che Hunter è fuggito.
Ted è diventato irascibile contro chiunque gli faccia anche solo un piccolo torto: l'uomo è frustrato perché, ora che è ridotto sul lastrico, deve farsi pagare tutto da Emmett.
Preoccupato per lui, Emmett organizza una piccola vacanza in campagna per farlo rilassare: è costretto a rinunciarvi per impegni di lavoro dell'ultimo minuto, ma chiede a Ted di andarci ugualmente da solo.
Durante il tragitto, Ted incontra l'insegna del Paradise Hotel, del quale aveva ricevuto un'e-mail di invito a un'orgia: l'uomo si ferma nel motel e conosce Mark, il quale gli fa provare della droga.
Ted rientra a casa e finge con Emmett di essere stato in campagna, anche se l'ha trovata un posto troppo tranquillo.
Michael è preoccupato per Melanie, la quale si sta decisamente trascurando e lavora troppo, nonostante la ginecologa le abbia espressamente consigliato di stare più tranquilla.
Michael inizia a pedinare Melanie e fortunatamente la porta in ospedale quando la donna ha un'indigestione di sottaceti: tornata a casa, Melanie promette a Lindsay di prendersi più cura di sé stessa.
Justin non sopporta la chiusura di numerosi locali gay, con Liberty Avenue ormai invasa dai poliziotti, e di notte affigge al muro dei manifesti anti-Stockwell da lui disegnati che ritraggono il candidato sindaco come Hitler.
Tutti sono entusiasti all'idea che ci sia un "vendicatore misterioso" che difenda i diritti dei gay, ma nessuno sa chi è: Stockwell è furioso per la cattiva nomea che si sta facendo, ma Brian gli consiglia di riderci sopra per apparire autoironico agli occhi degli elettori.
Brian sorprende Justin mentre è intento a stampare nuovi manifesti e gli chiede di smetterla perché ci sta andando di mezzo il suo lavoro: l'uomo però cambia idea quando Stockwell lo informa che, grazie al suo suggerimento, ha incassato il sostegno di molte associazioni gay, tra le quali il Centro Gay-Lesbiche.
Apprendendo che anche la darkroom del Babylon è stata chiusa, Brian si unisce a Justin nell'affissione dei poster.
- Guest star: David Gianopoulos (Jim Stockwell), Harris Allan (James "Hunter" Montgomery)
- Altri interpreti: Vincent Gale (Mark), Stephanie Moore (Cynthia)

## Poster May Lead to the Truth
- Diretto da: Chris Grismer
- Scritto da: Ron Cowen, Daniel Lipman e Brad Fraser

### Trama
Ben e Michael sono alla disperata ricerca di Hunter, ma quando finalmente lo trovano e gli dicono che è sieropositivo, il ragazzo rifiuta la loro ospitalità.
Ben riesce a convincerlo a venire a casa sua confidandogli che anche lui è sieropositivo: Michael non è molto contento per la sua presenza, ma cerca di farsene una ragione.
La mattina dopo, Ben chiede ad Hunter di rientrare se ha bisogno di un posto per la notte: il ragazzo si presenta allo scoccare della mezzanotte e Ben è contento perché vuol dire che ha accettato il suo aiuto.
Lindsay e Melanie invitano Ted ed Emmett a un brunch, durante il quale chiedono a Ted di creare un fondo per il college di Gus. Mentre stanno tornando a casa, Ted ed Emmett incontrano Mark e due suoi amici: Ted presenta loro Emmett, fingendo con lui che Mark sia un otorinolaringoiatra dal quale si era recato per curare la sinusite.
Mentre sta lavorando al fondo per Gus, Ted viene contattato in chat da Mark che lo invita a una festa a casa sua: siccome Emmett non ha voglia uscire, Ted finge di andare da Woody con Michael.
Alla festa Ted, mentre è sotto l'effetto della droga, viene invitato da Mark a partecipare a un rave party che si terrà a Palm Springs, ma sono a corto di soldi.
Ad Emmett viene un atroce sospetto quando Ted non rientra a casa e Lindsay e Melanie dicono che sono spariti i soldi dal fondo di Gus: Emmett si reca con Michael al Babylon, dove incontra uno degli amici di Mark e viene a sapere da lui della festa a Palm Springs.
I gay di Pittsburgh si ritrovano clandestinamente in una roulotte fuori città per copulare, dato che la darkroom del Babylon è stata chiusa dalle autorità.
Brian suggerisce a Stockwell, come colpo finale per la sua campagna elettorale, di andare nel Centro Gay e Lesbiche a rispondere alle domande degli iscritti: Justin, Daphne, Debbie e Jennifer si alzano in piedi, esibendo dei poster che raffigurano alcune vittime dell'omofobia e dimostrando come la polizia non si sia mai interessata al destino degli omosessuali.
Stockwell comincia a sospettare che dietro a questo inganno ci sia lo zampino di Brian, in quanto ha riconosciuto Justin come lo stagista che lavora nella sua azienda.
Stockwell e Gardner si presentano a sorpresa nel loft di Brian, dove lui e Justin stavano facendo l'amore con a terra i nuovi poster contro di lui.
Gardner licenzia Brian perché ha infangato il buon nome dell'azienda: Debbie è orgogliosa di lui perché alla fine ha deciso di sacrificare dei soldi facili per combattere la sua causa.
Brian rompe con un martello il lucchetto che chiudeva la darkroom del Babylon.
- Guest star: Jack Wetherall (Vic Grassi), Sherry Miller (Jennifer Taylor), Makyla Smith (Daphne Chanders), David Gianopoulos (Jim Stockwell), Harris Allan (James "Hunter" Montgomery)
- Altri interpreti: Vincent Gale (Mark), Carlo Rota (Gardner Vance), Stephanie Moore (Cynthia)

## Drugs, Sex and Lies
- Diretto da: David Wellington
- Scritto da: Ron Cowen, Daniel Lipman e Michael MacLennan

### Trama
Emmett non sa più quale scusa inventare per giustificare l'assenza di Ted, il quale manca ormai da casa da diversi giorni: come se non bastasse, Lindsay e Melanie vogliono spiegazioni circa la misteriosa ricomparsa dei soldi spariti sul conto di Gus, senza sapere che è stato lo stesso Emmett a rimetterli di tasca propria, rinunciando all'acquisto di un forno che voleva comprare da diverso tempo.
Quando Ted si degna finalmente di tornare a casa, Emmett lo esorta a fare il nobile gesto di dire la verità a Lindsay e Melanie: Ted parla alle due donne, scusandosi profondamente per il suo comportamento.
Lindsay lo perdona, mentre Melanie lo accusa di non essere stato abbastanza sincero e aggiunge che ci vorrà del tempo prima che riesca a dimenticare quanto avvenuto: la situazione degenera, con Melanie che rinfaccia ad Emmett di non rendersi conto che il suo compagno è un drogato che si sta approfittando di lui.
Ted mostra ad Emmett le droghe di cui ha fatto uso al rave, raccontandogli come lo aiutino a non sentirsi la nullità che è nella vita reale, e lo convince a provarle.
Michael fatica a sopportare il disordine portato in casa da Hunter: Ben gli chiede di dargli una copia delle chiavi, anche perché può essere un modo di responsabilizzarlo, ma Michael non si fida di lui.
Siccome Hunter non ha dove andare, Michael lo porta con sé in negozio: qui fa la conoscenza di Brian e ne rimane affascinato, ma l'uomo si rifiuta di andare con un ragazzo così giovane.
La darkroom del Babylon è stata nuovamente sigillata: Justin invoca ancora l'intervento di Brian, ma lui stavolta non ha intenzione di fare nulla, preferendo invece organizzare un'orgia nel suo loft con gli uomini più belli di Pittsburgh.
Debbie scopre che Hunter ha conosciuto Jason Camp, il ragazzo che l'anno scorso lei ha trovato morto nel cassonetto dei rifiuti, e gli chiede informazioni al riguardo: Hunter dice di ricordare che Jason si era allontanato con un cliente, senza fare più ritorno.
Debbie va a discutere della faccenda con Carl, ma lui le risponde che Stockwell ha ordinato di non indagare più sul "caso Camp", essendoci a quanto pare di mezzo un poliziotto.
Debbie interrompe l'orgia di Brian per dargli conto dei nuovi sviluppi su Jason Camp, convincendolo a darle una mano per far saltar fuori la verità e mettere così Stockwell definitivamente fuori corsa dalle elezioni.
Brian si fa indicare da Hunter il poliziotto incriminato e ci parla per qualche minuto, senza però carpire da lui alcuna informazione utile all'indagine.
Avendo bisogno di prove schiaccianti, Brian chiede a Justin di rimorchiare il poliziotto e consumare con lui un rapporto sessuale, raccogliendone il DNA: Hunter insiste per sostituirsi a Justin e riesce ad allontanarsi con l'uomo, convincendolo a copulare con il preservativo.
Michael, che nel frattempo si era deciso a consegnare la chiave di casa ad Hunter, chiude la porta perché è certo che, a mezzanotte abbondantemente passata, non tornerà più.
- Guest star: Jack Wetherall (Vic Grassi), Harris Hallan (James "Hunter" Montgomery)
- Altri interpreti: Peter MacNeill (detective Carl Horvath), Wayne Best (Kenneth Reichert)

## Tweaked-Out, Fucked-Out Crystal Queen
- Diretto da: Alex Chapple
- Scritto da: Ron Cowen, Daniel Lipman e Efrem Seeger

### Trama
Hunter è riuscito a raccogliere lo sperma del poliziotto sospettato dell'omicidio di Jason Camp: Brian consegna il reperto a Carl e scopre dal detective che il poliziotto in questione, Kenneth Reichert, è stato partner di Stockwell per molti anni, anche se non lavora da un anno perché ha inspiegabilmente rassegnato le dimissioni.
Nonostante il test evidenzi la compatibilità tra lo sperma di Reichert e le tracce rinvenute sul cadavere di Camp, Carl non se la sente di riaprire il caso: Brian capisce che in realtà Reichert era stato costretto a dimettersi da Stockwell, in modo da non intralciare la sua campagna elettorale.
Brian si reca nuovamente nel bar dove Reichert adesca i ragazzi e gli sbatte in faccia la verità: successivamente Carl informa Brian che Reichert si è suicidato nel garage di casa sua, mandando così in fumo una possibile arma per sconfiggere Stocwell.
Dal canto suo, il capo della polizia è ormai sicuro di essere prossimo all'elezione a sindaco, mancando appena una settimana prima del voto: Stockwell propone a Brian di tornare a lavorare per lui, così da evitare sorprese dell'ultimo momento, e in cambio gli promette tutti gli uomini che vuole.
Il preside dell'Accademia minaccia Justin di espellerlo perché ha ricevuto una lettera da Gardner in cui viene spiegato cosa ha combinato nell'azienda di Brian: l'unico modo che ha di scamparla è scusarsi davanti al consiglio disciplinare.
Brian esorta Justin a scusarsi, ma una volta che questo avviene, il preside vuole che faccia altrettanto con Gardner e, soprattutto, con Stockwell.
Justin non ha però intenzione di scusarsi con chi gli vuole male e accetta l'inevitabile conseguenza di essere espulso dall'Accademia.
Michael non è affatto contento del comportamento di Hunter, essendosi messo in pericolo soltanto per fare colpo su Brian: lui e Ben gli chiedono inoltre di non prostituirsi più, ma il ragazzo non dà loro ascolto.
Quando sente Michael e Ben discutere sull'eventualità di abbandonarlo al suo destino, Hunter cambia completamente atteggiamento e il giorno dopo chiede di potersi iscrivere a scuola.
Michael scopre che Hunter ha appena compiuto sedici anni e gli organizza una festa di compleanno a sorpresa: il ragazzo, seppur inizialmente spiazzato, appare molto emozionato perché nessuno l'ha mai fatto sentire amato.
Emmett vorrebbe che Ted smettesse di adoperare la droga Crystal, ma il compagno gli chiede addirittura di organizzare un rave in casa sua al quale invitare Mark e i suoi amici.
Emmett acconsente, sperando che questo sia il suo ultimo folle gesto, ma capisce che ormai è completamente escluso dalla sua vita: Ted gli dice di non voler più essere la persona imbranata che era prima.
Disperato, Emmett lascia il suo appartamento: da Michael incontra Lindsay e Melanie, con le quali aveva interrotto ogni rapporto e, dopo aver fatto pace, le due donne gli offrono ospitalità a casa loro.
- Guest star: Jack Wetherall (Vic Grassi), David Gianopoulos (Jim Stockwell), Harris Allan (James "Hunter" Montgomery)
- Altri interpreti: Peter MacNeill (detective Carl Horvath), Vincent Gale (Mark), Wayne Best (Kenneth Reichert)

## The Election
- Diretto da: Kelly Makin
- Scritto da: Ron Cowen e Daniel Lipman

### Trama
A Pittsburgh è il tanto atteso giorno dell'elezione del nuovo sindaco tra Marvin Dickins e Jim Stockwell.
Rita, la madre di Hunter, si presenta a casa di Michael e Ben: la donna, ringraziandoli per essersi presi cura del figlio, puntualizza che non è affatto vera la storia che è stata in carcere, mentre invece era una ragazza madre costretta ad affidare Hunter ad una famiglia adottiva.
Ora che si è sistemata, Rita vuole riprendere il figlio con sé: Hunter, avvisato da Michael e Ben della visita di sua madre, racconta loro che è una bugiarda perché è stata proprio lei ad avviarlo alla prostituzione.
Brian consegna un nastro in cui viene raccontata la verità sul "caso Jason Camp" a Dickins, ma il consigliere lo rifiuta perché vuole mantenere onesta la sua campagna elettorale.
A questo punto, Brian prende una decisione estrema: spende tutti i suoi risparmi per mandare in onda il video a tutte le ore, spacciandosi per un'associazione chiamata "i cittadini impegnati per la verità", ma è costretto a mettere in vendita tutti i mobili del loft, così da riarredarlo in stile minimalista.
Lindsay ha acquistato una coperta per il bambino di Melanie, senza sapere che un'usanza ebraica prescrive di non fare regali prima che il bambino sia nato perché porta sfortuna.
Melanie si arrabbia quando trova nel cassetto la coperta che Lindsay non ha ancora restituito, spiegandole che sua madre perse il fratellino che portava in grembo prima del secondo trimestre di gravidanza, proprio il momento in cui attualmente si trova lei.
Lindsay e Melanie esortano Emmett a riprendere in mano la sua vita, lasciando perdere Ted: quest'ultimo si presenta a casa loro e invoca il perdono di Emmett, ma costui non lo ascolta perché sa benissimo che non può più fidarsi di lui.
Ted scopre che Mark e i suoi amici lo hanno filmato mentre era in stato di estasi e veniva violentato da diversi uomini: l'uomo si presenta in clinica per farsi ricoverare come tossicodipendente.
Ted rincontra Blake, pensando che si trovi lì perché alla fine aveva deciso di farsi curare, ma ben presto apprende che Blake è già guarito e che sarà il suo consulente.
Debbie sprona in ogni modo i gay ad andare a votare, negando loro il cibo se non si sono recati alle urne: tutti sono da Woody, in trepidante attesa per la comunicazione del vincitore delle elezioni, che viene annunciato essere Dickins, grazie al contributo decisivo dato proprio dal distretto di Liberty Ave.
La gente esce a festeggiare in strada: Debbie esorta Emmett a dimenticarsi di Ted e lo invita a ballare, mentre Melanie raggiunge Lindsay per informarla che ha superato indenne il secondo trimestre.
Rita si ripresenta a casa di Michael con una volante della polizia: Ben è disposto a consegnare Hunter alla madre, ma Michael decide su due piedi di fuggire con il ragazzo passando dall'uscita secondaria del palazzo.
Michael e Hunter raggiungono Brian, il quale presta loro la sua macchina: Brian dice poi a Justin di aver perso tutto, ma il ragazzo gli ricorda che l'unica cosa che gli è rimasta è proprio lui.
- Guest star: Jack Wetherall (Vic Grassi), David Gianopoulos (Jim Stockwell), Harris Allan (James "Hunter" Montgomery)
- Altri interpreti: Dean Armstrong (Blake Wyzecki), Vincent Gale (Mark), Marnie McPhail (Rita Montgomery)